# Sam Mostyn
Samantha Joy Mostyn (n. 13 septembrie 1965, Canberra, Australian Capital Territory, Australia) este o femeie de afaceri și susținătoare a diverselor cauze sociale din Australia, care ocupă funcția de al 28-lea guvernator general al Australiei din iulie 2024.
Samantha Mostyn a fost o susținătoare activă a cauzelor legate de schimbările climatice și egalitatea de gen. A fost prima femeie comisară a Ligii de Fotbal Australian și a ocupat funcția de președinte al organizației Chief Executive Women între 2021 și 2022. De-a lungul carierei sale, a fost membră a consiliilor de administrație ale mai multor companii și organizații, inclusiv Mirvac, Transurban, GO Foundation, Climate Council, Virgin Australia și Sydney Swans. Medalia Mostyn, acordată celui mai bun și mai corect jucător AFLW din echipa Sydney Swans, poartă numele său.

### Viața personală

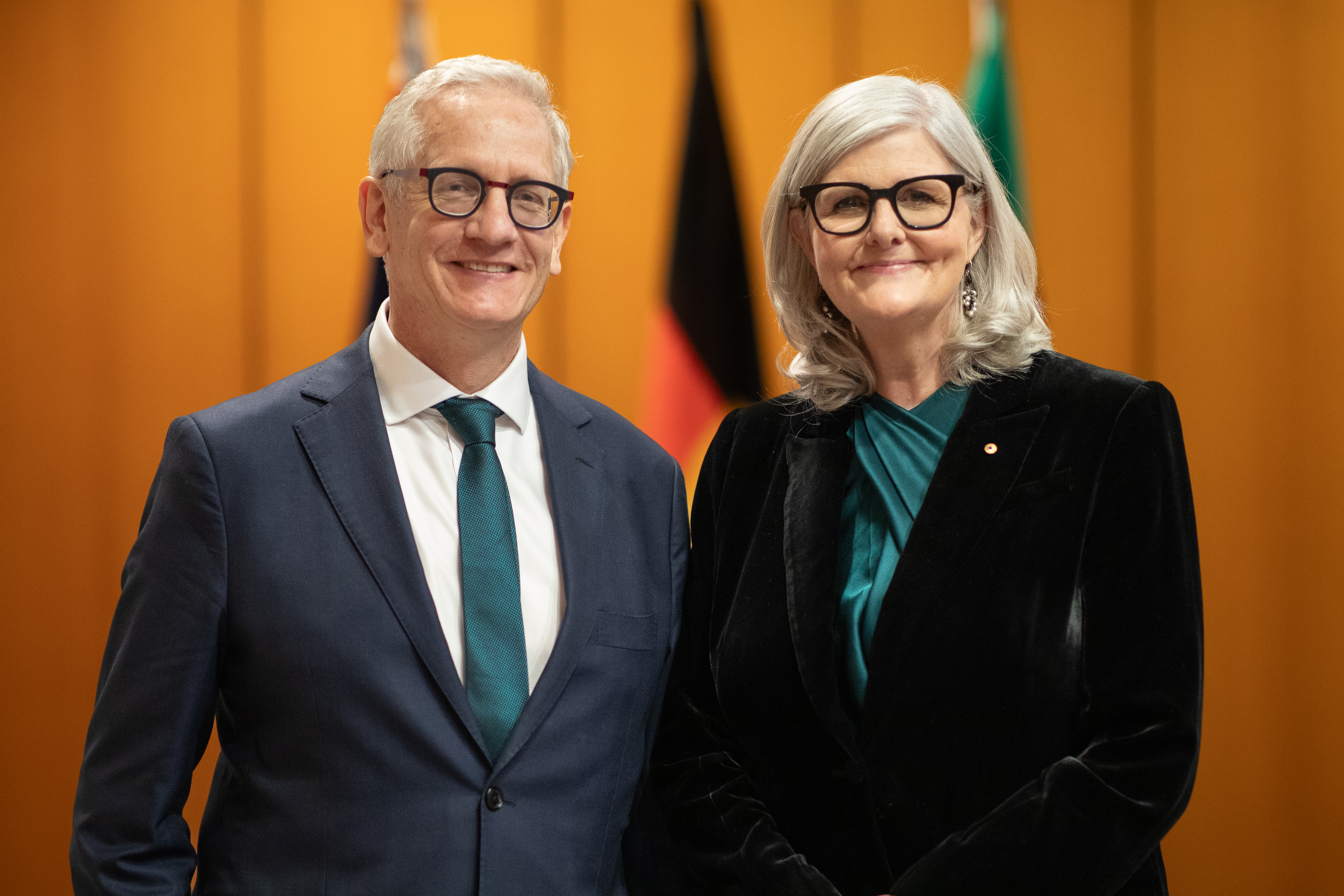
Mostyn și soțul ei, Simeon Beckett, în 2024.

Samantha Mostyn este căsătorită cu Simeon Beckett, un avocat de la Maurice Byers Chambers din Sydney, și are o fiică pe nume Lotte.

## Carieră
Samantha Mostyn a ocupat numeroase funcții non-executive în afaceri și guvern și a fost implicată în organizații de activism și inițiative legate de schimbările climatice, egalitatea de gen, reconcilierea indigenă și sustenabilitatea mediului. Activitatea sa a inclus roluri în strategie de afaceri, resurse umane, schimbare culturală, managementul riscurilor și implicarea comunității.

### Sectorul public
Samantha Mostyn s-a pregătit ca avocat după terminarea universității, lucrând cu jumătate de normă la Tribunalul Magistraților din New South Wales și ulterior ca asociată a lui Michael Kirby la Curtea de Apel din New South Wales. A fost avocat la firmele Freehills și Gilbert + Tobin.
Samantha Mostyn s-a alăturat în 1992 biroului ministrului transporturilor și comunicațiilor, Bob Collins, în calitate de consilier principal în politici, specializându-se în proprietate intelectuală și oferind consultanță privind introducerea televiziunii cu plată în Australia. Ulterior, s-a mutat în biroul ministrului comunicațiilor și artelor, Michael Lee, înainte de a se alătura pentru scurt timp rețelei Seven Network ca manager de politici de difuzare. În 1995, prim-ministrul Paul Keating a recrutat-o pentru a lucra în biroul său ca consilier în politici de comunicații. De asemenea, Keating a numit-o în consiliul comitetului de organizare pentru Jocurile Olimpice de vară din 2000 de la Sydney, unde a activat până în 1996.
Samantha Mostyn a fost numită în 2022 de guvernul Albanese în funcția de președinte al Women's Economic Equality Taskforce (Grupul de lucru pentru egalitatea economică a femeilor). Această poziție o ocupă și în aprilie 2024. În 2023, grupul de lucru a recomandat extinderea concediului parental plătit la un an.

### Funcții în sectorul privat și alte roluri
Samantha Mostyn s-a alăturat companiei de telecomunicații Optus în 1996, după ce a părăsit biroul lui Paul Keating. În calitate de director pentru afaceri guvernamentale și corporative, a fost desemnată „una dintre cele mai puternice femei din industria tehnologiei informației” în 1998 de către Australian Financial Review. În același an, a fost recrutată de Cable & Wireless plc din Londra pentru a ocupa funcția de director global al resurselor umane.
Samantha Mostyn s-a întors la Optus în anul 2000, ocupând funcția de director pentru resurse umane și dezvoltare corporativă. În 2002, s-a alăturat Insurance Australia Group (IAG) ca director executiv pentru cultură și reputație. A părăsit IAG în 2008.
Samantha Mostyn a fost numită în Comisia AFL în 2005, devenind prima femeie membră a acesteia. A ocupat funcția de comisar până în 2016 și a jucat un rol esențial în dezvoltarea Politicii AFL privind Respectul și Responsabilitatea, fiind totodată o susținătoare a creării competiției AFL Women's.
Din 2017, a fost director al echipei Sydney Swans timp de șase sezoane. Continuă să sprijine activitatea comunitară desfășurată de GO Foundation, organizație fondată și condusă de foștii fotbaliști Adam Goodes și Michael O'Loughlin.
În 2010, Samantha Mostyn a fost numită în consiliul de administrație al Transurban. Tot în acel an, a fost desemnată director non-executiv al Citibank Australia. În 2015, a fost numită președinte al diviziei de retail banking a Citi Australia.
În 2021, Samantha Mostyn a fost desemnată de Australian Financial Review drept „cel mai influent” director de companie din Australia, având roluri în consilii de administrație cu o capitalizare de piață combinată de peste 480 de miliarde de dolari. De asemenea, a ocupat funcția de președinte al Chief Executive Women între 2021 și 2022.
Samantha Mostyn a fost membră a consiliului de administrație al Mirvac până în aprilie 2024, când și-a dat demisia în urma numirii sale ca guvernator general al Australiei. De asemenea, a fost președinta consiliilor de administrație ale Aware Super, Centre for Policy Development, ANROWS și Albert Music Group.

### Sectorul non-profit
Samantha Mostyn a fost numită director al Australia's National Research Organisation for Women's Safety (ANROWS) în aprilie 2018, iar pe 3 martie 2022 a fost desemnată președinte, cu un mandat care se va încheia pe 2 martie 2026.
ANROWS este o organizație de cercetare independentă și non-profit, fondată în 2013 de către guvernul federal al Australiei împreună cu toate guvernele statelor și teritoriilor. Scopul său este de a conduce și încuraja cercetarea menită să contribuie la eliminarea violenței domestice în Australia.
Samantha Mostyn a fost membră a consiliilor de administrație ale Global Business & Sustainable Development Commission, Diversity Council Australia, Reconciliation Australia, Australia Council for the Arts, Beyond Blue (inclusiv ca președinte), Foundation of Young Australians, Ausfilm, Australians Investing in Women, Australian Volunteers International, Sydney Theatre Company și Carriageworks.
De asemenea, a fost Comisar Național pentru Sănătate Mintală și președinte al Australian Council for International Development. A activat ca profesor în cadrul The Prince of Wales's Business & Sustainability Programme, având rolul de director non-executiv și consilier pentru sustenabilitate. Această funcție presupune coordonarea seminariilor rezidențiale pentru grupuri de directori executivi seniori.

### Domeniul schimbărilor climatice
Samantha Mostyn a fost una dintre participantele la Summitul Australia 2020. Ocupă funcția de președinte al Climate Council și a scris despre incendiile de vegetație și schimbările climatice pentru această organizație. De asemenea, este membră a Climate Change Authority.
Samantha Mostyn a fost membră fondatoare a ClimateWorks Australia (în prezent Climateworks Centre), un centru de cercetare independent și non-profit axat pe tranziția climatică. Acesta a fost co-fondat în 2009 de Myer Foundation și Monash University, ca parte a Monash Sustainable Development Institute. Mostyn a făcut parte din consiliul de administrație al organizației până în 2019.
Samantha Mostyn este susținătoare fondatoare și președintă a 1 Million Women, un grup de acțiune climatică dedicat femeilor.

## Guvernator general
Pe 3 aprilie 2024, prim-ministrul Anthony Albanese a anunțat că Regele Charles al III-lea a aprobat numirea Samantha Mostyn în funcția de guvernator general al Australiei, succedându-l pe David Hurley. Mostyn a fost învestită pe 1 iulie 2024.
Ea este primul guvernator general care s-a născut în Canberra.

## Distincții

### Ordine naționale
- 25 ianuarie 2021: Ofițer al Ordinului Australiei (AO) – pentru serviciul remarcabil în afaceri, sustenabilitate și comunitate, prin contribuții esențiale la diverse organizații și la promovarea drepturilor femeilor.
- 10 iunie 2024: Companion al Ordinului Australiei (AC) – pentru serviciul eminent în domeniul justiției sociale, echității de gen, sportului, culturii și afacerilor, precum și pentru reconciliere și sustenabilitate ecologică.
- 23 ianuarie 2025: Dame of Justice al Ordinului St John (Marea Britanie).

### Titluri onorifice
- 2018: Doctorat onorific în drept (LLD) de la Universitatea Națională Australiană, acordat pentru contribuții excepționale în serviciul public și practica juridică.

### Funcții onorifice
- 2024: Colonel-in-Chief al Royal Australian Army Medical Corps.
- 2024: Colonel al Regimentului Royal Australian Regiment.
- 2025: Chief Scout al Scouts Australia.

### Alte recunoașteri
- 2015: Medalia Mostyn, acordată celei mai bune și mai corecte jucătoare din AFL Sydney, numită în onoarea sa.
- 2019: Câștigătoare a premiului IGCC 2019 Climate Awards.
- 2020: United Nations Day Honour Award, acordat de United Nations Association of Australia (NSW) pentru contribuții semnificative la obiectivele ONU.
- 2023: Premiul Edna Ryan – categoria „Grand Stirrer”.
- 2024: Câștigătoare națională a Australian Awards for Excellence in Women's Leadership.